# Боровский, Борис Маркович
Борис Маркович Боровский (14 апреля 1939, Алма-Ата, СССР — 18 июня 2021) — советский теннисист и спортивный журналист; мастер спорта СССР; член Союза журналистов России.

## Общая информация
У Бориса четверо детей: Елена (1971), Владимир и Фёдор (оба — 1976), Иван (1989).

## Профессиональная деятельность
Уроженец Алма-Аты, с юности увлекался спортом, в школе начал играть в теннис, принимал участие в соревнованиях вместе с Анной Дмитриевой. Тренер ― Николай Каракаш.
В 1956 году Боровский выиграл золотую медаль на первой Спартакиаде народов СССР, а спустя два года стал регулярно призываться в мужскую сборную СССР.
Позднее Борис неоднократно был победителем или призёром различных национальных соревнований, а также принимал участие в международных турнирах.
С конца 1950-х годов Боровский начал пробовать себя в спортивной журналистике: сначала готовя небольшие материалы и заметки для спортивных редакций различных СМИ и некоторое время сотрудничая со Всесоюзным радио.
В 1962 году окончил Московский технологический институт пищевой промышленности.
С 1966 по 1989 год Боровский работал на радиостанции «Юность», позже сотрудничал с «Радио России» (сначала как политический обозреватель, а затем — как спортивный). В 1998 году Борис вместе с группой единомышленников организовал первое в стране круглосуточное спортивное радио и два года проработал на нём.
В конце 1990-х годов Борис стал сотрудничать с русскоязычной версией телеканалов Eurosport, вскоре став одним из постоянных комментаторов теннисного эфира каналов. В середине 2000-х годов Боровский также работал на теннисных трансляциях телеканала «Спорт».

## Интересные факты
- Боровский известен как первый журналист, вышедший в эфир каналов Eurosport с комментарием на русском языке[4].